# Morti nel 1753
| Questa pagina contiene informazioni ricavate automaticamente dalle voci biografiche con l'ausilio del template Bio e di un bot. L'aggiornamento è periodico e automatico e ricostruisce completamente la pagina. Se manca una persona in questa lista, sei pregato di non aggiungerla, ma accertati piuttosto che la sua voce biografica contenga il template Bio e che i dati anagrafici siano correttamente compilati. Se il template Bio manca, inseriscilo tu stesso o, in alternativa, metti l'avviso {{tmp\|Bio}} che ne segnala la mancanza. Se i dati riportati sono sbagliati, correggi direttamente la voce biografica; le modifiche saranno visibili in questa lista entro pochi giorni. Per chiarimenti vedi il progetto biografie. La lista contiene solo le 71 persone che sono citate nell'enciclopedia e per le quali è stato implementato correttamente il template Bio. Pagina aggiornata al 19 ott 2024. |

## Gennaio(13)
- 5 gennaio - Andreas Jakob von Dietrichstein, arcivescovo cattolico austriaco (n. 1689)
- 10 gennaio - Jean-Aimar Piganiol de La Force, scrittore e geografo francese (n. 1673)
- 11 gennaio - Hans Sloane, medico e naturalista britannico (n. 1660)
- 14 gennaio - George Berkeley, filosofo, teologo e vescovo anglicano irlandese (n. 1685)
- 14 gennaio - Simpert Kramer, architetto tedesco (n. 1679)
- 18 gennaio - Thomas Lyon, VIII conte di Strathmore e Kinghorne, nobile britannico (n. 1704)
- 19 gennaio - Maria Teresa del Liechtenstein, principessa austriaca (n. 1721)
- 20 gennaio - Anna Maria del Liechtenstein, principessa austriaca (n. 1699)
- 20 gennaio - Enrichetta Cristina di Brunswick-Wolfenbüttel, duchessa (n. 1669)
- 23 gennaio - Luisa Benedetta di Borbone-Condé, principessa francese (n. 1676)
- 26 gennaio - Caetano da Costa, vescovo cattolico portoghese (n. 1681)
- 28 gennaio - Siard Nosecký, pittore e religioso boemo (n. 1693)
- 31 gennaio - Jean Thierry du Mont, conte di Gages, generale francese (n. 1682)

## Febbraio(8)
- 5 febbraio - Giovanni Marangoni, teologo e archeologo italiano (n. 1673)
- 7 febbraio - Giovanni Alberto Ristori, compositore e organista italiano (n. 1692)
- 9 febbraio - Carl Hårleman, architetto svedese (n. 1700)
- 16 febbraio - Giacomo Facco, compositore, violoncellista e violinista italiano (n. 1676)
- 16 febbraio - Tommaso Ruffo, cardinale e arcivescovo cattolico italiano (n. 1663)
- 22 febbraio - Eleonora Maria di Löwenstein-Wertheim-Rochefort, principessa tedesca (n. 1686)
- 22 febbraio - Antonio Maria Ruffo, cardinale italiano (n. 1687)
- 22 febbraio - Matteo Trigona, arcivescovo cattolico italiano (n. 1679)

## Marzo(4)
- 13 marzo - Antonio Saverio Gentili, cardinale italiano (n. 1681)
- 15 marzo - Francesco Anichini, archivista e storico italiano (n. 1690)
- 21 marzo - Franz Ernst Brückmann, medico, naturalista e mineralogista tedesco (n. 1697)
- 21 marzo - Filippo Gentili, nobile italiano (n. 1690)

## Maggio(5)
- 8 maggio - Massimiliano d'Assia-Kassel (n. 1689)
- 9 maggio - Alexandre de Gusmão, scrittore e diplomatico portoghese (n. 1695)
- 10 maggio - Nicolas Fatio de Duillier, matematico e astronomo svizzero (n. 1664)
- 11 maggio - Jean-Joseph Languet de Gergy, arcivescovo cattolico e teologo francese (n. 1677)
- 19 maggio - Jacques Aubert, compositore e violinista francese (n. 1689)

## Giugno(3)
- 3 giugno - Johann Philipp Anton von und zu Frankenstein, vescovo cattolico tedesco (n. 1695)
- 10 giugno - Hagop Bedros II Hovsepian, patriarca cattolico siriano (n. 1689)
- 10 giugno - Joachim Ludwig Schultheiß von Unfriedt, architetto tedesco (n. 1678)

## Luglio(3)
- 15 luglio - Thomas Fermor, I conte di Pomfret, nobile inglese (n. 1698)
- 25 luglio - Antonio Maccioni, gesuita, missionario e scrittore spagnolo (n. 1671)
- 26 luglio - Celestino Galiani, arcivescovo cattolico italiano (n. 1681)

## Agosto(6)
- 3 agosto - Louis Henri de La Tour d'Auvergne, nobile francese (n. 1679)
- 4 agosto - Gottfried Silbermann, organaro tedesco (n. 1683)
- 5 agosto - Johann Gottfried Auerbach, pittore e incisore austriaco (n. 1697)
- 17 agosto - Michele Ricciardi, pittore italiano (n. 1671)
- 19 agosto - Johann Balthasar Neumann, architetto e ingegnere tedesco (n. 1687)
- 28 agosto - Francesco Paolo Supriani, violoncellista e compositore italiano (n. 1678)

## Settembre(3)
- 10 settembre - Claude Gros de Boze, numismatico francese (n. 1680)
- 16 settembre - Georg Wenzeslaus von Knobelsdorff, architetto tedesco (n. 1699)
- 18 settembre - Cristoforo Žefarović, artista e scrittore bulgaro (n. 1690)

## Ottobre(6)
- 3 ottobre - Gian Pietro Gaffori, patriota e medico italiano (n. 1710)
- 7 ottobre - Carlo Bossi, vescovo cattolico italiano (n. 1669)
- 12 ottobre - Danvers Osborn, III baronetto, politico e nobile britannico (n. 1715)
- 23 ottobre - Giuseppe Ginanni, naturalista italiano (n. 1692)
- 29 ottobre - Johann Gottfried Fehre, architetto tedesco (n. 1685)
- 31 ottobre - José Alfonso Meléndez, arcivescovo cattolico spagnolo (n. 1690)

## Novembre(3)
- 4 novembre - Johann Nicolaus Bach, organista e compositore tedesco (n. 1669)
- 9 novembre - Carlo Augusto di Nassau-Weilburg, militare tedesco (n. 1685)
- 10 novembre - Bertrand-François Mahé de La Bourdonnais, militare e politico francese (n. 1699)

## Dicembre(5)
- 6 dicembre - Jane Hamilton, nobildonna scozzese (n. 1704)
- 6 dicembre - Luigi Riccoboni, attore teatrale e scrittore italiano (n. 1676)
- 9 dicembre - Scipione Cignaroli, pittore italiano (n. 1690)
- 15 dicembre - Richard Boyle, III conte di Burlington, architetto inglese (n. 1694)
- 23 dicembre - Filippo Barigioni, architetto italiano (n. 1672)

## Senza giorno specificato(12)
- Domenico Auletta, compositore e organista italiano (n. 1723)
- Ferdinando Sigismondo Delamonce, architetto francese (n. 1678)
- Robert Dundas il Vecchio, giurista scozzese (n. 1685)
- Stefano Lomellini, doge (n. 1683)
- Angelo Marchetti, matematico e cosmografo italiano (n. 1674)
- Miyagawa Chōshun, pittore giapponese (n. 1683)
- Nişancı Hacı Ahmed Pascià, politico ottomano
- André Joseph Panckoucke, scrittore e editore francese (n. 1700)
- William Stephens, politico britannico (n. 1671)
- Giuseppe Valentini, compositore, violinista e poeta italiano (n. 1681)
- Candido Vitali, pittore italiano (n. 1680)
- Divitdar Mehmed Pascià, politico ottomano